# Dunseith
Dunseith is een plaats (city) in de Amerikaanse staat North Dakota, en valt bestuurlijk gezien onder Rolette County.

## Demografie
Bij de volkstelling in 2000 werd het aantal inwoners vastgesteld op 739.
In 2006 is het aantal inwoners door het United States Census Bureau geschat op 750, een stijging van 11 (1,5%).

## Geografie
Volgens het United States Census Bureau beslaat de plaats een oppervlakte van
2,6 km², geheel bestaande uit land. Dunseith ligt op ongeveer 632 m boven zeeniveau.

## Plaatsen in de nabije omgeving
De onderstaande figuur toont nabijgelegen plaatsen in een straal van 24 km rond Dunseith.